# Louis-Marie Aubert du Petit-Thouars
Louis-Marie Aubert du Petit-Thouars (Saumur, 5 november 1758 – Parijs, 12 mei 1831) was een Frans botanicus en orchideeënspecialist.

## Levensloop
Du Petit-Thouars stamt af van een adellijke familie uit de streek van Anjou, waar hij opgroeide in het kasteel van Boumais, in de buurt van Saumur. Hij studeerde aan het Collège royal militaire van La Flèche.
In 1792, in een poging om zijn broer Aristide te vervoegen die een zoektocht was gestart naar de verdwenen expeditie van Jean-François de La Pérouse, kwam hij terecht op Mauritius (toen 'Île-de-France') en daarna op Tristan da Cunha, waar hij vast kwam te zitten. Hij begon zich toen in de plaatselijke flora te verdiepen en startte met het aanleggen van een plantenverzameling. In die periode kreeg hij bezoek van de Baudin-expeditie, waarvoor hij een plantenexcursie organiseerde.
Na Mauritius verbleef hij nog enkele maanden op Madagaskar, om daarna opnieuw Mauritius en Réunion (toen nog 'Bourbon' genoemd) te bezoeken.
Rond 1802 keerde hij terug naar Frankrijk met een verzameling van bijna 2.000 planten. Het grootste deel van zijn herbarium ging naar het Muséum de Paris, maar sommige exemplaren kwamen ook in Kew Gardens terecht.

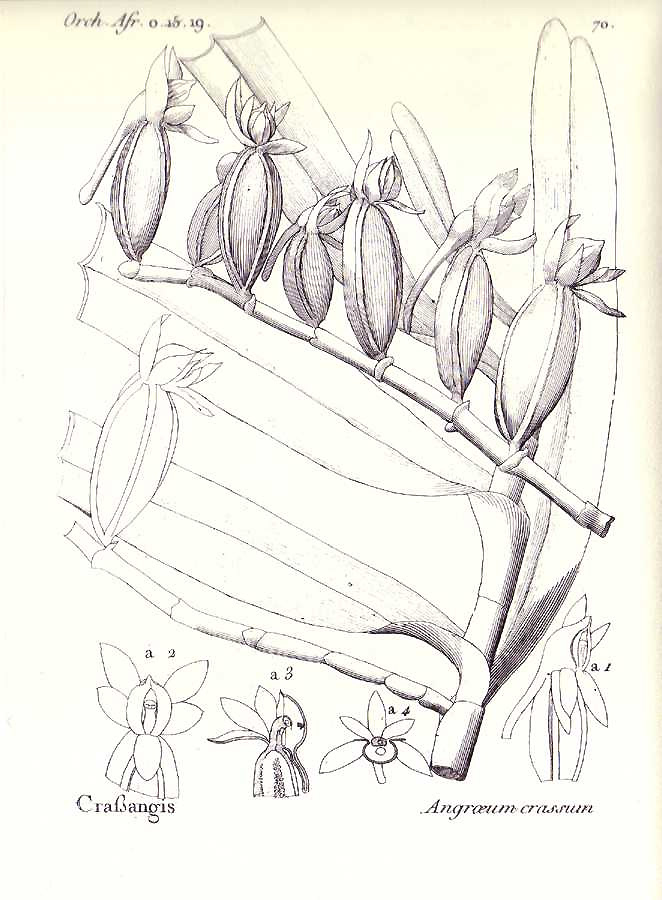
Angraecum crassum, een tekening van Thouars uit Orch. Iles Afr.

Du Petit-Thouars wordt vooral gezien als auteur van het boek Histoire des végétaux recueillis dans les îles de France, de Bourbon et de Madagascar uit 1804 (in botanische literatuur gewoonlijk afgekort tot Orch. Iles Afr.), door hemzelf geïllustreerd met talrijke prachtige tekeningen. Andere boeken van zijn hand zijn Mélanges de botanique et de voyages en Histoire particulière des plantes orchidées recueillies dans les trois îles australes de France, de Bourbon et de Madagascar.
Hij deed pionierswerk op botanisch gebied door zijn beschrijvingen van meer dan 140 plaatselijke orchideeënsoorten, waaronder 52 soorten van Mauritius en 55 van Réunion.
Hij werd lid van de prestigieuze Académie des Sciences op 10 april 1820.

## Beschreven geslachten
De volgende orchideeëngeslachten zijn oorspronkelijk door Du Petit-Thouars beschreven:
- Angorchis Thouars (1809) (= Angraecum Bory (1804))
- Bulbophyllum Thouars (1822) (met zeventien soorten)
- Centrosis Thouars (1822) (= Calanthe R.Br. (1821))
- Corymborkis Thouars (1809) (= Corymborchis Thou. ex Blume (1855))
- Cynorkis Thouars (1809)
- Dendrorkis Thouars (1809) (= Polystachya Hook. (1824))
- Gastrorchis Thouars (1809)
- Graphorkis Thouars (1809) (= Phaius Lour))
- Hederorkis Thouars (1809)
- Leptorkis Thouars ex Kuntze (1891) (= Liparis Rich. (1817))
- Phyllorkis Thouars (1822) (= Bulbophyllum Thouars (1822))

## Eponiemen
Verscheidenen botanici hebben tientallen taxa naar Du Petit-Thouars vernoemd, waaronder de volgende soorten:
- Actinoschoenus thouarsii (Kunth) Benth., Arthrostylis thouarsii Kunth en Fimbristylis thouarsii (Kunth) Merr. van de cypergrassenfamilie (Cyperaceae)
- Alafia thouarsii Roem. & Schult.1819 en Voacanga thouarsii Roem. & Schult. 1819 van de maagdenpalmfamilie (Apocynaceae)
- Cirrhopetalum thouarsii Lindl. 1830 en Corymborchis thouarsii Blume van de orchideeënfamilie (Orchidaceae)
- Cycas thouarsii R. Br. ex Gaudich (1829) van de familie Cycadaceae
- Dilobeia thouarsii Roem. & Schult. 1818 van de lintvarenfamilie (Pteridaceae)
- Drypetes thouarsii en Uapaca thouarsii van de wolfsmelkfamilie (Euphorbiaceae)
- Jasminocereus thouarsii (F.A.C.Weber) Backeb. van de cactusfamilie (Cactaceae)
- Lindernia thouarsii en Torenia thouarsii (Cham. & Schltdl.) Kuntze van de helmkruidfamilie (Scrophulariaceae)
- Moyinga thouarsii van de familie Moyingaceae
- Protorhus thouarsii Engl 1881 van de pruikenboomfamilie (Anacardiaceae)
- Strychnopsis thouarsii Baill. van de familie Menispermaceae
- Vonitra thouarsii van de palmenfamilie (Arecaceae)

Ook het geslacht Thuarea Pers. van de grassenfamilie (Poaceae) is naar hem genoemd, net als de stekelhuidige Eucidaris thouarsii Valenciennes en het koraal Flabellum thouarsii.